# Anthropopoïèse
 (octobre 2012).
 (septembre 2012).
Le terme anthropopoïèse est un concept anthropologique qui indique un procès d'auto-construction de l'individu social, en particulier du point de vue de modification du corps socialisé. Il a trouvé application pour la plupart dans la littérature contemporaine de souche française et italienne.
Le cadre théorique qui est au fond de ce concept est l'idée de l'homme comme être incomplet, c'est-à-dire au comportement non largement prédéterminé par le patrimoine génétique. L'être humain se complète donc seulement par l'acquisition de la culture.
L'anthropopoïèse est pour Remotti au même temps anthropogenèse (« renaissance » de l'homme en tant qu'être social) et fabrication de « modèles et fiction d'humanité ». Les pratiques sociales et culturelles fabriquent ainsi l'homme par moyen de contraintes de caractère rituel et institutionnel.
Un exemple pourrait être le cas de la circoncision, une pratique répandue dans plusieurs rites de passage soit parmi les fidèles de l'Islam et de l’hébraïsme, soit auprès de sociétés et cultures traditionnelles. Ou bien, parmi les chrétiens, la signification rigide des vêtements sacrés ou la tonsure ou la conviction que certains rites sacrés impriment un caractère indélébile. Tout cela influence le corps et à travers celui-ci la perception de sa propre identité et position sociale.